# Hemmantia
Hemmantia, monotipski biljni rod iz porodice boldovki, dio reda lovorolike. Jedini predstavnik mu je H. webbii, australski endem iz Queenslanda koji raste jedino u području planine Mt.Hemmant, po kojoj je rod dobio ime